# Johan Gry
Sven Johan Voland Alfsson Gry, född 19 mars 1962 i Raus i Helsingborg, är en svensk skådespelare.

## Biografi
Johan Gry är uppvuxen i Rävlanda. Han studerade vid Scenskolan i Göteborg och tog examen 1987. Han har arbetat på Borås Stadsteater, Norrbottensteatern, Angereds Teater, Riksteatern och Stockholms Stadsteater. Sedan 1996 tillhör han den fasta ensemblen vid Göteborgs stadsteater. Han spelade huvudrollen som Erik Winter i TV-dramatiseringarna av Åke Edwardsons kriminalromaner.
Han spelade rollen som Morgan Strid i ett par säsonger av TV-serien Hem till byn, i vilken även hans föräldrar Alf Nilsson och Ann-Christine Gry medverkade.
2004 fick han Sten A Olssons kulturstipendium.
Gry har också varit flitigt anlitad som uppläsare i radio, bl.a. har han läst fyra radioföljetonger. Han skriver också dramatik, regisserar och är återkommande pedagog  på Högskolan för Scen och Musik vid Göteborgs Universitet.

## Filmografi
- 1994 – Rena rama Rolf (TV-serie)
- 1995 – Hem till byn (TV-serie) (även 2006)
- 1996 – Polisen och pyromanen (TV-serie)
- 1997 – Anna Holt - polis (TV-serie)
- 1997 – Hammarkullen (TV-serie)
- 1997 – Rika barn leka bäst
- 1997 – Skärgårdsdoktorn (TV-serie)
- 1997 – Vita lögner (TV-serie) (även 1999)
- 2000 – Före stormen
- 2001 – Anderssons älskarinna (TV-serie)
- 2001 – Kommissarie Winter (TV-serie) (även 2004)
- 2002 – Dieselråttor och sjömansmöss (TV-serie)
- 2002 – Min pappa gråter inte (kortfilm)
- 2005 – Fotbollsspelare vid midnatt (kortfilm)
- 2007 – Brottet (TV-serie)
- 2007 – Forbrydelsen (TV-serie)
- 2007 – Upp till kamp (TV-serie)
- 2008 – Eldsdansen
- 2009 – 183 dagar (TV-serie)
- 2009 – Håll om mig (kortfilm)
- 2010 – Kommissarien och havet - Döden kom på eftermiddagen (TV-serie)
- 2011 – Sometimes Winter Comes at Night
- 2013 – Förtroligheten
- 2016 – Vilsen

## Teater

### Roller
| År   | Roll                    | Produktion | Regi                | Teater                           |
| ---- | ----------------------- | --- | ------------------- | -------------------------------- |
| 1991 | Shepherd                | Den perfekta kyssen Staffan Göthe | Åsa Melldahl        | Angereds teater                  |
| 2001 |                         | Tro, hopp och kärlek (Glaube, Liebe und Hoffnung) Ödön von Horváth | Olof Lindqvist      | Göteborgs stadsteater            |
| 2002 |                         | Pelle Snusk (Shockheaded Peter) Julian Crouch och Phelim McDermott | Carolina Frände     | Göteborgs stadsteater            |
| 2003 |                         | Fångarnas dilemma (The Prisoner's Dilemma) David Edgar | Jasenko Selimović   | Göteborgs stadsteater            |
| 2004 | Furst Mysjkin           | Idioten (Идиот, Idiot) Fjodor Dostojevskij | Rimas Tuminas       | Göteborgs stadsteater            |
| 2006 | Gajev                   | Körsbärsträdgården (Вишнёвый сад, Visjnjovyj sad) Anton Tjechov | Rimas Tuminas       | Göteborgs Stadsteater            |
| 2006 |                         | Woyzeck Georg Büchner | Stefan Metz         | Göteborgs Stadsteater            |
| 2007 |                         | Bröllopsbesvär Stig Larsson efter Stig Dagerman | Johan Wahlström     | Göteborgs stadsteater            |
| 2007 |                         | Den inbillade sjuke (Le Malade imaginaire) Molière | Sven-Åke Gustavsson | Gunnebo slottsteater Riksteatern |
| 2008 | Markisen av Forlipopoli | Värdshusvärdinnan (La locandiera) Carlo Goldoni | Peter Harryson      | Gunnebo slottsteater             |
| 2008 | Överste Brandon         | Förnuft och känsla (Sense and Sensibility) Mark Healy efter Jane Austen | Maria Löfgren       | Göteborgs stadsteater            |
| 2008 |                         | Butterfly Kiss Phyllis Nagy | Malin Stenberg      | Göteborgs Stadsteater            |
| 2009 |                         | Publiken (El público) Federico García Lorca | Suzanne Osten       | Göteborgs stadsteater            |
| 2010 |                         | Familjen (August: Osage County) Tracy Letts | Peter Dalle         | Göteborgs stadsteater            |
| 2012 |                         | Mittens rike Jan Käll, Johanna Emanuelsson, Richard Turpin och ensemblen | Richard Turpin      | Göteborgs stadsteater            |
| 2012 |                         | Affären Danton (Sprawa Dantona) Stanislawa Przybyszewska | Andrés Lima         | Göteborgs stadsteater            |
| 2014 |                         | Faust och Faustin and out Johann Wolfgang von Goethe/Elfriede Jelinek | Hilda Hellwig       | Göteborgs stadsteater            |
| 2014 |                         | En handelsresandes död (Death of a Salesman) Arthur Miller | Björn Runge         | Göteborgs stadsteater            |
| 2014 |                         | I Annas garderob Ann-Sofie Bárány | Suzanne Osten       | Göteborgs stadsteater            |
| 2015 | Greve de Lorche         | Markurells i Wadköping Hjalmar Bergman | Dennis Sandin       | Göteborgs stadsteater            |
| 2017 | Danjel Andreasson       | Utvandrarna Vilhelm Moberg | Pontus Stenshäll    | Göteborgs stadsteater            |
| 2018 |                         | Motherdog Hans Van den Broeck, Max Bolotin och Sara Tuss Efrik | Hans Van den Broeck | Göteborgs stadsteater            |
| 2018 | Doktor Rank             | Ett dockhem (Et Dukkehjem) Henrik Ibsen | Yana Ross           | Göteborgs stadsteater            |
| 2018 | Oscar Ekdahl            | Fanny och Alexander Ingmar Bergman | Eva Bergman         | Göteborgs stadsteater            |
| 2021 | Nagg                    | Slutspel (Fin de partie) Samuel Beckett | Ronnie Hallgren     | Göteborgs stadsteater            |
| 2022 | Markis de Sade          | Mordet på Marat (Die Verfolgung und Ermordung Jean Paul Marats, dargestellt durch die Schauspielgruppe des Hospizes zu Charenton unter Anleitung des Herrn de Sade) Peter Weiss | Jan Klata           | Göteborgs stadsteater            |
| 2024 |                         | Skål för livet Maja Zade | Yana Ross           | Göteborgs stadsteater            |

### Regi
| År   | Produktion                  | Upphovsmän                                     | Teater                |
| ---- | --------------------------- | ---------------------------------------------- | --------------------- |
| 1994 | Berättelsen om prins Hamlet | William Shakespeare, Johan Gry                 | Angereds Teater       |
| 2006 | Kärlek är ett barn          | William Shakespeare, Johan Gry, Magnus Nyström | Radioteatern          |
| 2008 | Julberättelser              | Johan Gry                                      | Göteborgs stadsteater |
| 2012 | Någons heder                | Johan Gry, Aga Hasttyar och Wahid Setihesh     | Radioteatern          |
| 2017 | Jihadisten                  | Johan Gry, Wahid Setihesh, Joel Nordström      | Göteborgs stadsteater |